# ام‌اس‌ای‌وی
ام‌اس‌ای‌وی یا ضدویروس مایکروسافت (به انگلیسی: Microsoft AntiVirus) یک برنامه ضدویروس برای سیستم‌عامل داس بود که توسط شرکت مایکروسافت در سال ۱۹۹۳ معرفی شد. این ضدویروس نخست برای سیستم‌عامل داس نسخه ۶ و سپس برای نسخه ۶٫۲۲ منتشر شد. اولین نسخه از این ضدویروس، کاملاً ابتدایی بود و قابلیت به‌روزرسانی نداشت و تنها می‌توانست حدود هزار ویروس را شناسایی کند.

## تاریخچه
ضدویروس ام‌اس‌ای‌وی توسط شرکت سنترال پوینت (در سال ۱۹۹۴ این شرکت توسط شرکت سیمانتک خریداری شد و نرم‌افزار ضدویروس آن با ضدویروس نورتن ادغام گردید) عرضه می‌شد و اساساً یک نسخه سطح پایین‌تر از ضدویروس متعلق به شرکت سنترال پوینت یعنی سی‌پی‌ای‌وی (CPAV) بود.